# أندرياس ماير-لاندروت
أندرياس ماير-لاندروت (بالألمانية: Andreas Meyer-Landrut) (و. 1929  م) هو دبلوماسي ألماني، ولد في تالين.

## مناصب
تولى منصب سفير
.

## التعليم
تعلم في جامعة غوتينغن، وتعلم في جامعة زغرب
.

## جوائز
حصل على جوائز منها:

وسام الصليب الأكبر من رتبة استحقاق من جمهورية ألمانيا الاتحادية (2002)

## روابط خارجية
- أندرياس ماير-لاندروت على موقع مونزينجر (الألمانية)